# 토고의 대통령
토고의 대통령은 토고 정부의 수반이다. 현재 대통령은 포르 냐싱베이다.

## 토고의 대통령 목록
| 재임 기간                        | 이름                             | 출신 및 소속 정당 | 비고                               |
| -------------------------------- | -------------------------------- | ----------------- | ---------------------------------- |
| 1960년 4월 27일~1963년 1월 13일  | 실바뉘 올랭피오, 대통령          | CUT               | 축출 및 암살                       |
| 1963년 1월 13일~1963년 1월 15일  | 에마뉘엘 보졸레, 반란위원회 의장 | Mil               |                                    |
| 1963년 1월 16일~1967년 1월 13일  | 니콜라 그뤼니츠키, 대통령        | PTP               | 축출                               |
| 1967년 1월 14일~1967년 4월 14일  | 클레베 다조, 국민조정위원회 의장 | Mil               |                                    |
| 1967년 4월 14일~1969년 11월 30일 | 에티엔 냐싱베, 대통령            | Mil               |                                    |
| 1969년 11월 30일~1974년 5월 8일  | 에티엔 냐싱베, 대통령            | RPT               | 냐싱베 에야데마가 개명하기 전 이름 |
| 1974년 5월 8일~2005년 2월 5일    | 냐싱베 에야데마, 대통령          | RPT               | 재임 중 사망                       |
| 2005년 2월 5일~2005년 2월 25일   | 포르 냐싱베, 대통령              | RPT               | 첫 번째 임기                       |
| 2005년 2월 25일~2005년 5월 4일   | 본포 아바스, 대통령 권한 대행    | RPT               |                                    |
| 2005년 5월 4일~                  | 포르 냐싱베, 대통령              | RPT               | 2번째 임기                         |

- CAR(혁신행동위원회, Comité d'Action pour la Renouveau)
- CFN(Coordination des Forces Nouvelles)
- CPP(애국 범아프리카 집합, Convergence patriotique panafricaine)
- CUT(토고 통합당, Parti de l'unité togolaise)
- PTP(토고 진보당)
- RPT(토고 인민연합, Rassemblement du Peuple Togolais)
- UTD(토고 민주연합)
- MIL(군인)
- n-p(무소속)